# Quản lý danh mục

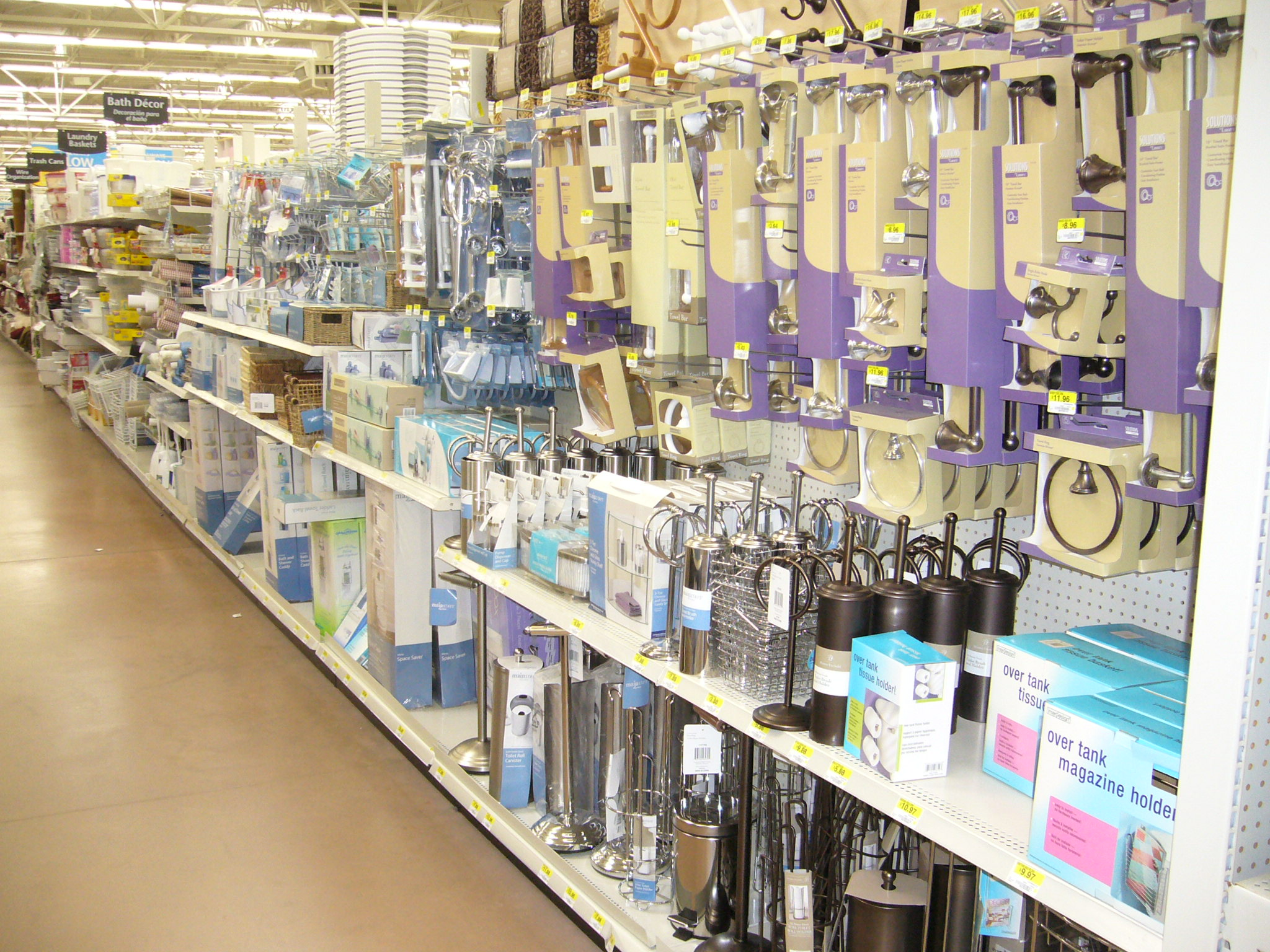
Phụ kiện phòng tắm ở Wal * Mart

Quản lý danh mục là khái niệm bán lẻ và mua hàng, trong đó phạm vi sản phẩm được mua bởi một tổ chức kinh doanh hoặc được bán bởi một nhà bán lẻ được chia thành các nhóm riêng biệt có các sản phẩm tương tự hoặc có liên quan; các nhóm này được gọi là các danh mục sản phẩm (ví dụ về các loại thực phẩm tạp hóa có thể là: cá đóng hộp, bột giặt, thuốc đánh răng). Đó là một cách tiếp cận có hệ thống, có kỷ luật để quản lý danh mục sản phẩm dưới dạng đơn vị kinh doanh chiến lược. Cụm từ "quản lý danh mục" được đặt ra bởi Brian F. Harris.

## Quản lý danh mục trong bối cảnh bán lẻ
Mỗi danh mục được điều hành như là một "doanh nghiệp nhỏ" (đơn vị kinh doanh) theo đúng nghĩa của nó, với bộ doanh thu và/hoặc các mục tiêu và chiến lược sinh lời của chính nó. Giới thiệu về quản lý danh mục trong một doanh nghiệp có xu hướng thay đổi mối quan hệ giữa nhà bán lẻ và nhà cung cấp: thay vì mối quan hệ đối lập truyền thống, mối quan hệ chuyển thành hợp tác, trao đổi thông tin, chia sẻ dữ liệu và xây dựng doanh nghiệp chung.
Trọng tâm của tất cả các cuộc đàm phán của nhà cung cấp là ảnh hưởng đến doanh thu của toàn bộ danh mục, không chỉ là doanh thu của từng sản phẩm. Các nhà cung cấp được mong đợi, thực sự trong nhiều trường hợp được ủy quyền, chỉ đề xuất giới thiệu sản phẩm mới, bài trí cửa hàng mới hoặc hoạt động quảng cáo nếu được kỳ vọng sẽ có tác động có lợi trên doanh thu hoặc lợi nhuận của tổng số danh mục và mang lại lợi ích cho người mua hàng.
Khái niệm này bắt nguồn từ việc bán lẻ hàng tạp hóa và đã mở rộng sang các lĩnh vực bán lẻ khác như DIY, tự lấy hàng đi sau khi trả tiền mặt, hiệu thuốc và bán lẻ sách.

## Định nghĩa của quản lý danh mục (bán lẻ)
Quản lý danh mục thiếu một định nghĩa thống nhất, do đó dẫn đến một số sự mơ hồ ngay cả giữa các chuyên gia trong ngành về chức năng chính xác của nó. Ba định nghĩa chính thống so sánh như sau:
Quản lý danh mục là quy trình liên quan đến việc quản lý danh mục sản phẩm dưới dạng đơn vị kinh doanh và tùy chỉnh chúng [trên cơ sở lưu trữ theo cửa hàng] để đáp ứng nhu cầu của khách hàng. (Nielsen)
Quản lý chiến lược của các nhóm sản phẩm thông qua quan hệ đối tác thương mại nhằm mục đích tối đa hóa doanh thu và lợi nhuận bằng cách đáp ứng nhu cầu người tiêu dùng và người mua sắm (Viện phân phối hàng tạp hóa)
.. chiến lược tiếp thị trong đó toàn bộ dòng sản phẩm (thay vì các sản phẩm hoặc thương hiệu riêng lẻ) được quản lý như một đơn vị kinh doanh chiến lược (SBU). (Từ điển Kinh doanh)
Định nghĩa Nielsen, được xuất bản vào năm 1992, đã sớm hơn một chút so với thời gian của nó trong việc cung cấp các sản phẩm tùy biến trên cơ sở lưu trữ rất khó khăn và giờ đây không được coi là một phần cần thiết trong quản lý danh mục; nó là một khái niệm bây giờ được gọi là tiếp thị vi mô. Tuy nhiên, hầu hết các nhà bán lẻ hàng tạp hóa sẽ phân khúc các cửa hàng ít nhất theo kích thước và chọn các loại sản phẩm phù hợp. Cửa hàng Cộng đồng của Wal * Mart, được triển khai ở Bắc Mỹ, là một trong số ít ví dụ về nơi cung cấp sản phẩm được điều chỉnh phù hợp với cửa hàng cụ thể.

## Lý do để quản lý danh mục
Một lý do chính cho việc giới thiệu quản lý danh mục là mong muốn của nhà bán lẻ cho các nhà cung cấp để tăng thêm giá trị cho doanh nghiệp của họ (tức là của nhà bán lẻ) chứ không chỉ là của nhà cung cấp. Ví dụ: trong danh mục chứa thương hiệu A và B, tình huống có thể phát sinh sao cho mỗi thương hiệu A quảng cáo sản phẩm của mình, doanh số của thương hiệu B sẽ giảm xuống bởi số tiền mà thương hiệu A tăng, dẫn đến lợi nhuận ròng nhà bán lẻ. Việc giới thiệu quản lý danh mục áp đặt điều kiện mà tất cả các hành động được thực hiện, chẳng hạn như các chương trình khuyến mãi mới, sản phẩm mới, bài trí lại cửa hàng, giới thiệu điểm bán hàng quảng cáo, vv có lợi cho nhà bán lẻ và người mua sắm trong cửa hàng.
Lý do thứ hai là việc nhận ra rằng chỉ có một số lợi nhuận hữu hạn có thể được lấy từ các cuộc đàm phán giá và có nhiều lợi nhuận hơn được thực hiện trong việc tăng tổng mức bán hàng.
Lý do thứ ba là sự cộng tác với nhà cung cấp có nghĩa là chuyên gia của nhà cung cấp về thị trường có thể được rút ra, và cũng có thể phân bổ một lượng đáng kể khối lượng công việc trong việc phát triển danh mục này cho nhà cung cấp.

## Định nghĩa của danh mục
Định nghĩa Nielsen về 'danh mục', được sử dụng làm định nghĩa cơ bản trong ngành, là các sản phẩm phải đáp ứng nhu cầu tiêu dùng tương tự hoặc các sản phẩm phải liên quan đến nhau hoặc có thể thay thế. Định nghĩa Nielsen cũng bao gồm quy định rằng các sản phẩm được đặt cùng loại nên được quản lý về hậu cần tại cửa hàng (ví dụ: có thể có vấn đề về nhiệt độ phòng và các sản phẩm ướp lạnh trong cùng một danh mục mặc dù hai điều kiện ban đầu được đáp ứng).
Tuy nhiên, định nghĩa này không giải thích quá trình này thường hoạt động như thế nào trong các tình huống bán lẻ thực tế, nơi mà các cân nhắc về nhân khẩu học hoặc tiếp thị được ưu tiên.

## Quy trình quản lý danh mục 8 bước (bán lẻ)

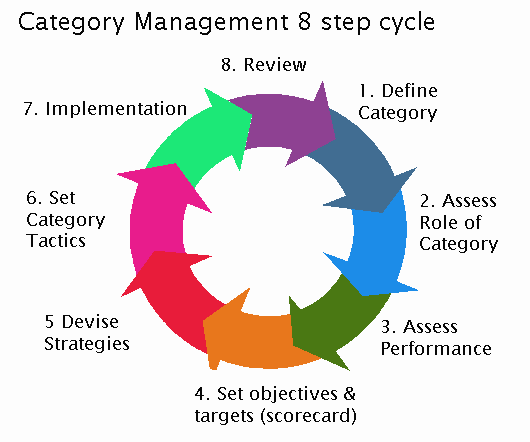
Quy trình 8 bước quản lý danh mục

Mô hình chuẩn ngành cho quản lý danh mục trong bán lẻ là quy trình 8 bước hoặc chu trình 8 bước do Nhóm Hợp tác phát triển. Tám bước được hiển thị trong biểu đồ liền kề; họ đang:
1. Xác định danh mục (nghĩa là các sản phẩm được bao gồm / loại trừ).
2. Xác định vai trò của danh mục đối với nhà bán lẻ.
3. Đánh giá hiệu suất hiện tại.
4. Đặt mục tiêu và chỉ tiêu cho danh mục.
5. Đưa ra một chiến lược tổng thể.
6. Tìm ra chiến thuật cụ thể.
7. Thực hiện.
8. Bước thứ tám là một trong những đánh giá đưa chúng ta trở lại bước 1.

Quy trình 8 bước, trong khi rất phức tạp và toàn diện đã bị chỉ trích vì khá khó sử dụng và tốn thời gian trong môi trường bán hàng năng động ngày nay; trong một khảo sát chỉ có 9% các công ty cung cấp cho biết họ đã sử dụng quy trình 8 bước đầy đủ. Xu hướng ngành hiện tại là để các công ty cung cấp sử dụng quy trình tiêu chuẩn làm cơ sở để phát triển các quy trình hợp lý hơn, phù hợp với các sản phẩm cụ thể của riêng họ 
Công ty nghiên cứu thị trường Nielsen có quy trình tương tự chỉ dựa trên 5 bước: đánh giá danh mục, xác định người tiêu dùng mục tiêu, lập kế hoạch bán hàng, triển khai chiến lược, đánh giá kết quả.

## Danh mục trưởng
Thường thì một danh mục được đề cử bởi các nhà bán lẻ với một danh mục trưởng là một nhà cung cấp cụ thể. Danh mục trưởng sẽ được tiếp xúc gần nhất và thường xuyên nhất với nhà bán lẻ và cũng sẽ được dự kiến đầu tư thời gian, công sức và tài sản tài chính thường vào chiến lược phát triển danh mục trong nhà bán lẻ. Đổi lại, các nhà cung cấp sẽ có được một tiếng nói có ảnh hưởng hơn với các nhà bán lẻ. Danh mục trưởng thường là nhà cung cấp có doanh thu lớn nhất trong danh mục. Theo truyền thống, công việc của Danh mục trưởng được trao cho một nhà cung cấp có nhãn hiệu, nhưng trong thời gian gần đây vai trò cũng đã dành cho các nhà cung cấp nhãn hàng riêng được chuyển đổi đặc biệt. Để thực hiện công việc một cách hiệu quả, nhà cung cấp có thể được cấp quyền truy cập vào dữ liệu lớn hơn, ví dụ: nhiều quyền truy cập vào cơ sở dữ liệu bán hàng nội bộ như liên kết bán lẻ của Walmart.
Tại Vương quốc Anh, Bộ phận quản lý luật hàng tạp phẩm đã tìm thấy trong cuộc điều tra năm 2015-16 của mình về Tesco plc rằng một số nhà cung cấp đã trả "một khoản tiền lớn để đổi lấy danh mục trưởng hoặc tham gia đánh giá giá cả". Cô tìm thấy một số bằng chứng về lợi ích mà các nhà cung cấp nhận được từ những thỏa thuận này nhưng cũng ghi nhận một mối quan tâm, được điều tra thêm, để xem mục đích của Bộ luật hàng tạp hóa có bị phá vỡ bởi các khoản thanh toán này hay không.

## Quan ngại của chính phủ về quản lý danh mục
Nhiều chính phủ đã xem sự hợp tác ngày càng tăng giữa các nhà cung cấp và nhà bán lẻ như là một nguồn tiềm năng của các vi phạm chống độc quyền, chẳng hạn như định giá. Ví dụ: Ủy ban cạnh tranh Anh đã đưa ra các vấn đề của họ về méo mó thị trường về nguyên tắc. Họ cũng đã hành động về việc định giá sữa ở Anh.

## Quản lý danh mục sửa đổi
Đối với các ngành công nghiệp sản xuất dựa trên kế hoạch sản xuất (MRP), phương pháp tiết kiệm chi phí chiếm ưu thế trong quản lý danh mục (CM) liên quan đến việc tích hợp thông tin thị trường với chi tiêu đòn bẩy (cho một loại sản phẩm hoặc dịch vụ nhất định). Trong các ngành công nghiệp nơi hoạt động và bảo quản tài sản có ý nghĩa hơn đối với quy trình mua sắm hơn là sản xuất sản phẩm - như trong môi trường MRO - lợi ích có thể chứng minh vẫn có thể đạt được với quản lý danh mục nhưng được tiếp cận tốt nhất với một số cách điều chỉnh quy trình thông thường của CM và phát triển chiến lược. Thách thức đầu tiên sẽ trở thành kết hợp các quy trình phân tích và các trình điều khiển giá trị phần lớn là bản địa cho thế giới MRP theo cách có ý nghĩa với môi trường MRO. Thách thức thứ hai (và không kém quan trọng) trở thành tránh một cái bẫy trong đó các quy trình CM được coi là quan trọng hơn kết quả của chúng - một kịch bản có thể dẫn đến chậm trễ phân tích đáng kể, và thậm chí cả quá trình tê liệt hoàn toàn. Một ví dụ tuyệt vời về điều chỉnh bảo hành môi trường của MRO đối với quản lý danh mục cổ điển là phát điện hạt nhân tại Hoa Kỳ, nơi mà phương pháp điều chỉnh quản lý danh mục đã được đặt ra là "MCM" - đứng về Quản lý danh mục hoặc Quản lý danh mục được quản lý dựa trên MRO. Không chỉ tạo ra điện cho môi trường định hướng MRO, nguồn năng lượng hạt nhân còn bổ sung nhiều khía cạnh cung cấp và phức tạp mua sắm - bao gồm tuân thủ quy định của liên bang và tiểu bang, tuân thủ các tiêu chuẩn công nghiệp hạt nhân, hệ thống hạt nhân độc đáo và thiết kế thành phần. (và rất nhỏ) cơ sở cung cấp, trong số những người khác. Do tính chất và số lượng các đặc điểm riêng biệt có nguồn gốc từ việc tạo ra năng lượng hạt nhân, có thể dễ dàng lập luận rằng việc tạo ra năng lượng hạt nhân, và trong chính nó, phải là một loại mua sắm riêng biệt trong một dự án quản lý danh mục. Việc điều chỉnh cơ bản giữa phương pháp quản lý danh mục cổ điển và phương pháp tiếp cận MCM hạt nhân là một sự thay đổi từ chiến lược mua sắm tập trung vào chi tiêu đòn bẩy cho chiến lược mua sắm bao gồm các trình điều khiển giá trị hạt nhân, đổi mới công nghệ, quản lý rủi ro và tìm nguồn cung ứng chiến lược.